# 心斎橋角座
心斎橋角座（しんさいばしかどざ）は、大阪府大阪市中央区東心斎橋にある松竹芸能運営による劇場である。松竹芸能所属芸人の演芸の他、演劇、イベント会場として利用されている。命名権販売により、「DAIHATSU 心斎橋角座」とも表記する。

## 歴史・概要
「角座」の起源は大阪・道頓堀に江戸時代からあった演芸場「道頓堀角座」。2008年に同館が閉館して一時角座の屋号は途絶えたが、2011年に東京で「新宿角座」として復活し、2013年7月28日には「DAIHATSU MOVE 道頓堀角座」の名で道頓堀での再開業を果たした。しかし道頓堀角座は2018年7月22日をもって閉館していた。
2018年11月19日、松竹芸能より新たなライブスペースのオープンが発表され、2019年1月1日に「DAIHATSU 心斎橋角座オープン記念 新春揃踏 角座落語づくしの会」を杮落し公演として開業した。
お笑いの他、OSK日本歌劇団の公演、UUUM所属ユーチューバーによるライブイベント、アイドルイベント等、多様なジャンルの公演を行い、インターネットを通じた配信設備も備える。